# Водяно-Лорино
Водяно-Лорино (укр. Водяно-Лорине) — село в Еланецком районе Николаевской области Украины.
Основано в 1770 году. Население по переписи 2001 года составляло 507 человек. Почтовый индекс — 55560. Телефонный код — 5159. Занимает площадь 1,217 км².

## Местный совет
55560, Николаевская обл., Еланецкий р-н, с. Водяно-Лорино, ул. Ленина, 21

## Персоналии
- Воин, Пётр Фёдорович (1924—1987) — участник Великой Отечественной войны 1941—1945 гг., полный кавалер ордена Славы. Родился в селе.
- Владимир Семёнович Константиновский (2 июня 1906 — 17 сентября 1988, Москва) — советский педагог, хореограф и балетмейстер, основоположник и пропагандист детской хореографии в России, заслуженный деятель искусств РСФСР, автор книги «Учить прекрасному» (1973). Родился в селе.